# 승역국
승역국(承役國)는 조약에 의하여 일국의 영역의 직접적 이용 또는 처분에 관한 권능이 제한된 경우를 뜻한다. 예컨대 일정지역의 무장, 일정지역의 제3국에의 할양(割讓)의 금지 또는 다국의 군대가 그 영토를 통과하고 여기에 주재하는 권리가 인정되고 혹은 타국의 국민에 그 영해에서 어업하는 권리를 인정하는 경우, 그 부담이 과하여진 국가를 말한다. 이에 대하여 이익을 받는 국가는 요역국이라고 한다.